# BLUE FILM
『BLUE FILM』（ブルーフィルム）は、THE YELLOW MONKEYのビデオグラム。

## 概要
THE YELLOW MONKEYのミュージック・ビデオを数多く手がけた監督・高橋栄樹による作品。1997年に開催された初のアリーナ・ツアー "FIX THE SICKS" のステージ上で上映された映像を再構築したもの。
本作のVHSと次作「RED TAPE」をレーザーディスクにまとめたものが「PURPLE DISC」である。

## 収録曲
1. RAINBOW MAN
2. TVのシンガー
3. 天国旅行
4. THE SEQUENCE
5. 見てないようで見てる
6. 人生の終わり(FOR GRANDMOTHER)